# Майкл Рапапорт
Майкл Девід Рапапорт (англ. Michael David Rapaport народ. 20 березня 1970, Нью-Йорк, США) — американський комік і кіноактор.

## Біографія
Знявся у фільмах «Красиві дівчата», «Шостий день», «Метод Хітча». Також знімався в серіалах «Бостонська школа», «Війна в будинку», «Втеча з в'язниці» (сезон 4).

## Фільмографія
| Рік  | Назва                         | Оригінальна назва                               | Роль                             |
| ---- | ----------------------------- | ----------------------------------------------- | -------------------------------- |
| 1992 | Зеброголовий                  | Zebrahead                                       | Зак                              |
| 1993 | Повернення немає / Вбивця     | Point of No Return                              | Великий Стен                     |
| 1993 | Поетична Джастіс              | Poetic Justice                                  | робітник доку                    |
| 1993 | Безкоштовні гроші             | Money for Nothing                               | Кенні Козловські                 |
| 1993 | Справжнє кохання              | True Romance                                    | Дік Річі                         |
| 1994 | Скаут                         | The Scout                                       | Томмі Лейсі                      |
| 1994 | Поцілунок смерті              | Kiss of Death                                   | Ронні Ганнон                     |
| 1994 | Вечірка з пострілами по ногах | The Foot Shooting Party                         |                                  |
| 1994 | Пістолет в руці               | Hand Gun                                        | Ленні                            |
| 1995 | Вища освіта                   | Higher Learning                                 | Ремі                             |
| 1995 | Щоденник баскетболіста        | The Basketball Diaries                          | Скінхед                          |
| 1995 | Велика Афродіта               | Mighty Aphrodite                                | Кевін                            |
| 1996 | Красиві дівчата               | Beautiful Girls                                 | Пол Кірквуд                      |
| 1996 | Чужі похорони                 | The Pallbearer                                  | Бред Шорр                        |
| 1996 | Жорстоке місто                | Illtown                                         | Данте                            |
| 1997 | Міська поліція                | Metro                                           | Кевін Макколл                    |
| 1997 | Братський поцілунок           | A Brother's Kiss                                | Стінгі                           |
| 1997 | Зрушення по фазі              | Kicked in the Head                              | Стретч                           |
| 1997 | Поліцейські                   | Cop Land                                        | Мюррей «Супербій» Бабич          |
| 1997 | Не притулятися (ТБ)           | Subway Stories                                  | Джейк                            |
| 1998 | Пальметто                     | Palmetto                                        | Доннели                          |
| 1998 | Дещо про дівчат               | Some Girl                                       | Ніл                              |
| 1998 |                               | Rescuers: Stories of Courage: Two Families (TV) | Шарані                           |
| 1998 | Голий король                  | The Naked Man                                   | Доктор Едвард Блісс, молодший    |
| 1999 | Глибоке синє море             | Deep Blue Sea                                   | Том «Скоггс» Скоггінс            |
| 1999 | Король джунглів               | King of the Jungle                              | Френсіс                          |
| 1999 | Хрещений синок                | Kiss Toledo Goodbye                             | Кевін Гауер                      |
| 2000 | Дрібні шахраї                 | Small Time Crooks                               | Денні                            |
| 2000 | Люди честі                    | Men of Honor                                    | GM1 Snowhill                     |
| 2000 | Заморочені                    | Bamboozled                                      | Томас Данвітту                   |
| 2000 | Недотепи                      | Chain of Fools                                  | кілер                            |
| 2000 | Щасливі номера                | Lucky Numbers                                   | Дейл                             |
| 2000 | Шостий день                   | The 6th Day                                     | Генк Морган                      |
| 2000 | Наступної п'ятниці            | Next Friday                                     | Листоноша (камео)                |
| 2001 | Доктор Дуліттл 2              | Dr. Dolittle 2                                  | єнот Джоуї                       |
| 2002 | На взводі                     | Triggermen                                      | Томмі О'Брайан                   |
| 2002 | 29 пальм                      | 29 Palms                                        | поліціант                        |
| 2002 | Негідники з коміксів          | Comic Book Villains                             | Норман Лінк                      |
| 2002 | Паперові солдати              | Paper Soldiers                                  | Майк Е.                          |
| 2003 | Північ — час помирати         | A Good Night to Die                             | Серпень                          |
| 2003 | Смерть династії               | Death of a Dynasty                              | …                                |
| 2003 | Історія однієї дівчини        | This Girl's Life                                | Террі                            |
| 2004 |                               | America Brown                                   | Деніел Браун                     |
| 2004 |                               | Scrambled Eggs                                  | викладач акторської майстерності |
| 2005 | Метод Хітча                   | Hitch                                           | Бен                              |
| 2006 | Особливий                     | Special                                         | Лес Франкен                      |
| 2006 | Живи вільним або помри        | Live Free or Die                                | Патні                            |
| 2006 | Шпана                         | Push                                            | Томмі Джі                        |
| 2006 | Смажені                       | Grilled                                         | Боббі                            |
| 2006 |                               | It Is not Easy                                  | …                                |
| 2007 |                               | Fugly (TV)                                      | Джек                             |
| 2008 | Вбивство шкільного президента | Assassination of a High School President        | тренер Зет                       |
| 2009 | Великий фанат                 | Big Fan                                         | Філадельфія Філ                  |
| 2009 | Один день з життя             | A Day in the Life                               | детектив Грант                   |
| 2009 | Крутий Том                    | Tom Cool                                        |                                  |
| 2011 | Навиворіт                     | Inside Out                                      | Джек Смолл                       |
| 2012 | Чи повинен був Ромео?         | Should've Been Romeo                            | Денні                            |
| 2012 | Ізгої з Бейтаун               | The Baytown Outlaws                             | Лакі                             |
| 2012 | Поцілунок проклятої           | Kiss of Damned                                  | Бен                              |
| 2013 | Озброєні та небезпечні        | The Heat                                        | Джейсон Муллінс                  |
| 2014 |                               | My Man Is a Loser                               | Марті                            |
| 2015 | Малюк                         | Little Boy                                      | Джеймс Басбі                     |
| 2016 | Реальні хлопці                | A Stand Up Guy                                  | Колін                            |
| 2016 | Справжній Рокі                | The Bleeder                                     | Дон Вепнер                       |
| 2016 | Саллі                         | Sully                                           | бармен / Піт                     |
| 2016 |                               | Middle School: The Worst Years of My Life       | голос анімації                   |
| 2020 |                               | Blackjack: The Jackie Ryan Story                | Білл Фітч                        |
| 2021 |                               | Conflicted                                      | Майк                             |
| 2023 | Я зараз буду                  | I'll Be Right There                             | Маршалл                          |
| 2023 | (мультфільм)                  | Glisten and the Merry Mission                   | Ґрізз (голос)                    |

### Телесеріали
| Рік       | Назва                               | Оригінальна назва                 | Роль                 | Епізоди                                          |
| --------- | ----------------------------------- | --------------------------------- | -------------------- | ------------------------------------------------ |
| 1987—1991 | Чайна-Біч                           | China Beach                       | Кравітц              | епізод: «One Small Step»                         |
| 1988—1998 | Мерфі Браун                         | Murphy Brown                      | Роббі                | епізод № 98 з 247                                |
| 1990—1996 | Принц з Беверлі-Хіллз               | The Fresh Prince of Bel-Air       | Майк                 | епізод № 74 з 148                                |
| 1992      | Середньовіччя                       | Middle Ages                       | Джиммі               |                                                  |
| 1993—2005 | Поліція Нью-Йорка                   | NYPD Blue                         | Джеймі Ділі          | епізод: «Brown Appetit»                          |
| 1994—2009 | Швидка допомога                     | ER                                | Пол Кантерно         | епізод № 89 з 331                                |
| 1994—2004 | Друзі                               | Friends                           | Гері                 | епізоди: 113, 114, 117, 118 з 236 (сезон 5)      |
| 1995—2009 | Божевільне телебачення              | Mad TV                            | Авраам Лінкольн      | епізод № 249 з 316                               |
| 1998—2001 | Раптове пробудження                 | Rude Awakening                    | Джонні               |                                                  |
| 2000—2004 | Бостонська школа                    | Boston Public                     | Денні Хансон         | 57 епізодів (з 25 по 81) з 81                    |
| 2003—2006 | Шоу Чаппелля                        | Chappelle's Show                  | Співробітник Popcopy |                                                  |
| 2005—2007 | Війна в будинку                     | The War at Home                   | Дейв Голд            | всі 44 епізоду                                   |
| 2005—2009 | Мене звати Ерл                      | My Name Is Earl                   | Френк                | епізоди: 51, 53, 56, 57, 59, 66 з 96 (Сезон 3)   |
| 2005—2009 | Втеча з в'язниці                    | Prison Break                      | Дон Селф             | епізоди: з 58 по 79 (Сезон 4)                    |
| 2009—2016 | Дорогий доктор                      | Royal Pains                       | Стенлі               |                                                  |
| 2009—2010 | Навмисна випадковість               | Accidentally on Purpose           | Саллі                |                                                  |
| 2010      | Лінія                               | The Line                          | Ваксмен              |                                                  |
| 2015      | Суспільна мораль                    | Public Morals                     | офіцер Чарлі Буллман | 10 епізодів                                      |
| 2015      | Теорія великого вибуху              | The Big Bang Theory               | Кенні Фіцджеральд    | епізод 189, «The Helium Insufficiency» (Сезон 9) |
| 2016      | Закон і порядок: Спеціальний корпус | Law & Order: Special Victims Unit | Річі Каскі           | 1 епізод                                         |
| 2016      |                                     | Dice                              | Боббі Нероба         | 1 епізод                                         |
| 2016      | Криза в шістьох сценах              | Crisis in Six Scenes              | патрульний Майк      | 1 епізод                                         |
| 2017      |                                     | The New Edition Story             | Гері Еванс           | 3 епізоди                                        |
| 2017      | Звірі                               | Animals.                          | Ерік                 | 1 епізод, голос                                  |
| 2017      |                                     | White Famous                      | Тедді Сноу           | 8 епізодів                                       |
| 2017—2018 | Гостьова книга                      | The Guest Book                    | Адам                 | 3 епізоди                                        |
| 2020      | Скінхеди                            | Sneakerheads                      | Майкл Рапапорт       | 1 епізод                                         |
| 2017—2021 | Нетиповий                           | Atypical                          | Даг Гарднер          | 38 епізодів                                      |
| 2022      | Вбивства в одній будівлі            | Only Murders in the Building      | детектив Крепс       | 5 епізодів                                       |
| 2019—2023 | Сімпсони                            | The Simpsons                      | Майк Веґман          | анімаційний мінісеріал, 3 епізоди, голос         |
| 2023      | Керол і кінець світу                | Carol & the End of the World      |                      | анімаційний мінісеріал, 1 епізод, голос          |
| 2022—2024 | Життя і Бет                         | Life & Beth                       | Леонард              | 12 епізодів                                      |
| 2024      | Фолаут                              | Fallou                            | Лицар Тітус          | 1 епізод                                         |

## Озвучування в комп'ютерних іграх
- 1996 — Do not Quit Your Day Job —  Special Appearance # 2
- 2001 — Grand Theft Auto III —  Джоуї Леоне
- 2006 — Saints Row —  Трой Бредшоу
- 2006 — Scarface: The World is Yours —  Drug Dealer / Henchman
- 2008 — Saints Row 2 —  Трой Бредшоу
- 2018 - NBA 2k19 - тренер Даррен Стекгауз